# Fatma Zohra Ksentini
Fatma Zohra Ksentini - Ouhachi  a été la première femme algérienne à occuper le poste de rapporteur spécial des Nations unies sur les déchets toxiques, entre 1995 et 2004.
Avant d'occuper ce poste, elle a été rapporteur spécial de la Sous-Commission pour la prévention de la discrimination et la protection des minorités entre 1989 et 1994. 

## Biographie
Fatma Zohra Ksentini travaillait à la Sous-Commission pour la prévention de la discrimination et la protection des minorités lorsqu'elle a été nommée rapporteur spécial sur les droits de l'homme et l'environnement en 1989. En 1990, elle a lancé une enquête de quatre ans sur les droits de l'homme en matière d'environnement au profit de la Commission des droits de l'homme des Nations unies . Après avoir terminé ses recherches en 1994, elle a présenté ses conclusions et cosigné le projet de déclaration de principes sur les droits de l'homme et l'environnement. 
En 1995, Fatma Zohra Ksentini est devenue rapporteur spécial des Nations unies sur les déchets toxiques. Depuis le début de son mandat, elle a recueilli des informations sur les effets sur la santé de l'élimination des déchets toxiques. Après avoir soumis son rapport en 1997, Ksentini a critiqué le Haut-Commissariat des Nations Unies aux droits de l'homme pour ne pas lui avoir fourni le financement nécessaire pour mener des recherches sur le terrain. Après le renouvellement de son mandat en 1998, Fatma Zohra Ksentini a commencé à élaborer des propositions sur l'élimination des déchets toxiques dans les pays en développement. Son dernier mandat en tant que rapporteur spécial a débuté en 2001 et s'est achevé en 2004. 
En dehors du cadre de son travail de rapporteur spécial, Fatma Zohra Ksentini a été présidente du Groupe de travail sur les formes contemporaines d'esclavage en 1991

### Vie personnelle
Fatma Zohra Ouhachi est mariée à É.Veseley.